# Renault Samsung SM3
Renault Samsung SM3 — компактный автомобиль южнокорейской компании Renault Samsung Motors.

## Первое поколение
Первое поколение Samsung SM3 началось в сентябре 2002 года на заводе компании Renault Samsung Motors в городе Пусане, Южная Корея. Выпускалось четыре базовые версии автомобиля с двумя различными двигателями: 1.5 литровый QG15DE и 1.6 литровый QG16DE с системой бесступенчатого регулирования фаз газораспределения.
С апреля 2006 года рестайлинговую версию автомобиля стали продавать в России и на Украине под названием Almera Classic. Автомобиль предлагался с бензиновым мотором объёмом 1,6 литра и мощностью 107 л. с. с пятиступенчатой механической или четырёхступенчатой автоматической коробками передач. Продажи модели завершились в 2012 году.
Samsung SM3 так же продавалась под маркой Nissan Sunny на Ближнем Востоке и Renault Scala в Мексике, Египте и Колумбии.

## Второе поколение
В 2009 году Renault Samsung Motors на автошоу в Сеуле представила обновленный вариант SM3 L10, по сути являющийся тем же седаном Renault Megane, подвергнутым незначительным косметическим изменениям и получившим название Renault Fluence.